# Judith Hemmendinger
Judith Hemmendinger (2 d'octubre de 1923 - 24 de març de 2024) va ser una investigadora i autora israeliana nascuda a Alemanya especialitzada en els nens supervivents de l'⁣Holocaust. Durant la Segona Guerra Mundial, va ser treballadora social i assessora de refugiats de l'Œuvre de secours aux enfants (OSE), una organització jueva francesa d'ajuda a la infància amb seu a Ginebra, i de 1945 a 1947, va dirigir una llar per a nens supervivents de Buchenwald a Buchenwald, França. Va ser autora de llibres i articles sobre les experiències de l'Holocaust i les vides posteriors dels nens supervivents. Va ser guardonada amb la Legió d'Honor francesa el 2003.
El 2003, va ser guardonada amb la Legió d'Honor francesa pel seu treball per rehabilitar els nens supervivents de Buchenwald.